# Ocroeme recki
Ocroeme recki là một loài bọ cánh cứng trong họ Cerambycidae.